# Acrogonia flammeicolor
Acrogonia flammeicolor är en insektsart som först beskrevs av Fowler 1899.  Acrogonia flammeicolor ingår i släktet Acrogonia och familjen dvärgstritar. Inga underarter finns listade i Catalogue of Life.